# Gequälte Herzen
Gequälte Herzen ist ein 1912 gedrehtes, deutsches Stummfilmdrama mit Lissy Lind in der Hauptrolle.

## Handlung

### Erster Akt
Ernst von Duchow ringt im Krankenhaus mit dem Tode, seine Tochter Henny pflegt ihn bis zum letzten Atemzug. Duchow ist vieles missglückt in seinem Leben, und nun droht er auch noch seiner Tochter einen Schuldenberg zu hinterlassen. Mit letzter Kraft setzt er ein Schreiben an seinen alten Freund Hugo von Strela auf, in dem er diesen bittet, sich in Zukunft um Henny zu kümmern. Strela eilt sofort ans Sterbebett und gibt seinem moribunden Freund dieses Versprechen ab. Kaum ist der Alte gestorben, nimmt Strela Henny in seinem Haus auf, wo sich die junge Frau bald gut einlebt. Eines Tages erscheint ein Rechtsanwalt, der Strela und Henny mitteilt, dass ihr Vater tatsächlich einen Berg von Schulden hinterlassen hat. Ohne Zögern erklärt sich Strela bereit, diese Schulden zu begleichen. Hugo erkennt im Laufe des ersten Jahres seit Hennys Ankunft, dass ihm dieses Mädchen sehr ans Herz gewachsen ist und dass er mehr als nur väterliche Zuneigung für sie empfindet.
Hans von Strela, Hugos Neffe, kommt nach langer Dienstzeit als Schutztruppenoffizier in der deutschen Kolonie Kamerun nach Hause zurück. Bei seinem Onkel lernt er Henny kennen. Nach anfänglicher Scheu Hennys werden die beiden jungen Leute miteinander warm und beginnen Sympathie füreinander zu entwickeln. Erst ein scheues Händchenhalten, dann der erste innige Kuss, und schon ist es um die beiden geschehen. Henny eilt nach Hause und sieht, wie Hugo in Gedanken versunken auf eine Fotografie von ihr schaut. Dabei von Henny überrascht, gesteht Hugo ihr seine Liebe. Ihre Reaktion ist mehr als zurückhaltend, hat sie doch soeben erst ihr Herz an Hans verloren. Doch aus Dankbarkeit verzichtet die junge Frau auf ihr Liebesglück und gibt dem Werben Hugos nach. Hans erhält stattdessen ein Schreiben, in dem Henny ihn bittet, sie zu vergessen, da sie aus Dankbarkeit für all das, was sein Onkel seit dem Tod des Vaters für sie getan habe, sich Hugo zuwenden werde.

### Zweiter Akt
Jahre sind ins Land gegangen. Henny ist Hugos Frau geworden und Hans in die Kolonien zurückgekehrt, wo er seit vier Jahren wieder seinen Dienst verrichtet. Hugo sieht seine Gattin immer häufiger sinnieren und meint zu wissen, dass sie in der Ehe mit ihm nicht wirklich glücklich ist. Da trifft die Nachricht ein, dass Hans zurückkehrt. In freudiger Erwartung deckt Henny den Tisch und schmückt ihn mit Rosen, obwohl sie andererseits versucht, ihre wieder aufflammenden Gefühle zu unterdrücken. Doch als die beiden erneut durch den Park am See lustwandeln, sind die alten Gefühle in alter Stärke und Tiefe wieder da. Schließlich sinken sich beide in die Arme, beobachtet von Hugo, der von der Terrasse aus bis zum See blicken kann. Der Ehemann sieht ein, dass er nicht der Richtige für Henny ist und schreibt ihr einen Brief, in dem er eingesteht, dass er zu alt für sie sei und sie für Hans freigebe. Auf das Briefkuvert schreibt er „An mein heißgeliebtes, ungetreues Weib“. Dann aber zögert Hugo kurz, verbrennt den Brief und legt das Kuvert achtlos in ein Buch.
Am nächsten Morgen finden zwei Arbeiter seinen Leichnam am Seeufer und bringen diesen ins Haus. Hugo hatte sich, enttäuscht vom Leben, selbiges genommen. Hans wie Henny sind zutiefst erschüttert, doch nach einem Trauerjahr gibt das gequälte Herz ihrem Hans da Jawort. Die Ehe wird glücklich, doch eines Tages blättert Henny in einem Buch, und prompt fällt ihr das Kuvert mit Hugos Beschriftung entgegen. Da der Briefumschlag leer ist, begreift Henny nicht sofort den Zusammenhang dieser Worte, erkennt aber, dass dies nur in Zusammenhang mit Hans und beider Rendezvous im Park und am See zu tun haben könne. Sie ist entsetzt, ahnte sie doch nicht, dass ihr erster Mann davon gewusst hatte, und befindet, dass auch sie das Recht auf wahres Eheglück verwirkt habe. Im anschließenden Fieberwahn will sich Henny umbringen und wählt als Todesart den Biss einer Giftschlange, die Hans aus seiner Zeit in Kamerun mit nach Deutschland gebracht hat. Sie greift schon nach dem Reptil, als ihr Mann nach Hause kommt und im letzten Moment das giftige Reptil wegschleudert. Er lässt sich ihre Beweggründe erklären und antwortet ihr in inniger Liebe, dass sie für ihn weiterleben müsse, da er sich ein Leben ohne sie nicht mehr vorstellen könne.

## Produktionsnotizen
Gequälte Herzen wurde im Messter-Film-Atelier in Berlins Blücherstraße 32 gedreht. Im Dezember 1912 passierte der Zweiakter die Zensur und wurde am 31. Januar 1913 uraufgeführt.